# Мішель Мартеї
Мішель Мартеї (сценічний псевдонім «Sweet Micky» — Солодкий Міккі; фр. Michel Martelly; нар. 12 лютого 1961) — гаїтянський музикант, підприємець та політик. Президент Гаїті з 14 травня 2011 до 7 лютого 2016 року.

## Життєпис
Народився в звичайній родині, з дитинства навчився грати на піаніно. Закінчив середню школу, проте не зумів здобути вищу освіту. Емігрував до США, два роки жив у штаті Колорадо. Після вигнання диктатора Жана-Клода Дювальє повернувся до Гаїті, де став одним із піонерів музичного напряму «компа» на базі традиційної гаїтянської музики. У 1989–2008 роках випустив 14 альбомів.
З початку 1990-х бере активну участь у політичному житті країни. 2010 року номінував свою кандидатуру на президентських виборах; його підтримав популярний виконавець хіп-хопу Вайклеф Жан, не допущений до участі у виборах центрвиборчкомом. У першому турі голосування Мартеї посів третє місце, проте лівого проурядового кандидата Жуда Селестена під тиском Організації американських держав не допустили до другого туру через звинувачення у фальсифікаціях. Зрештою, у другому турі Мартеї переміг колишню першу леді Мірланд Маніга.